# AK-107
L'AK-107 è un fucile d'assalto russo calibro 5,45 × 39 mm sviluppato dalla serie AK-100.

## Storia
Il fucile venne progettato con un nuovo meccanismo di sottrazione di gas, creato da Youriy Alexandrov derivato dall'AL-7, un fucile sperimentale dei primi anni del 1970. L'AL-7 utilizzò un innovativo sistema di bilanciamento operato a gas conosciuto come Balanced Automatics Recoil System (BARS) sviluppato da Peter Andreevich Tkachev della TsNIITochMash, questo, venne usato prima del fucile d'assalto AO-38 del 1965 a cui ha sostanzialmente eliminato il rinculo. Il sistema venne modificato da Alexandrov, che allora era un ingegnere minore alla Izmash, i prototipi vennero prodotti con il nome di AL-7.
L'AL-7 venne considerato troppo costoso per la produzione del tempo e l'Esercito Sovietico aveva selezionato l'AK-74 come nuovo fucile d'ordinanza. Non occorsero ulteriori sviluppi fino a quando, nella metà degli anni '90, Alexandrov, divenuto un ingegnere senior, è stato diretto ad aggiornare il suo progetto per una produzione meno costosa di quella dell'AN-94. Il nuovo fucile differiva solo leggermente dall'originale AL-7. Il castello dell'AK-107 non è scanalato ed è stata aggiunta la raffica di 3 colpi. Ci sono anche altre piccole differenza tra questo e il prototipo dell'AL-7.

## Dettagli tecnici
L'arma rappresenta un significativo cambiamento al sistema operativo dell'AK-47, presentando un sistema, simile a quello usato nell'AEK-971. il nuovo fucile è dotato di un sistema di bilanciamento che sfrutta il terzo principio della dinamica di Newton. Per ridurre il rinculo è utilizzato un sistema che, tramite un contrappeso e un meccanismo a due aste che si muovono in direzioni opposte, fornisce il bilanciamento. L'asta superiore ha un pistone attivato a gas rivolto in avanti rispetto a quello dell'asta inferiore. Il tubo del gas, situato davanti all'impugnatura frontale, ha una doppia uscita ed è stato allargato per accomodare entrambe le aste e i pistoni durante il loro movimento.
Quando il fucile spara, il gas viene sfruttato per spostare il pistone inferiore indietro e quello superiore in avanti, smorzando così il rinculo prodotto dal fucile. La tempistica dei due pistoni è data da un pignone a forma di stella che collega e sincronizza entrambi i componenti, facendo in modo che raggiungano la loro massima estensione, o una distanza nulla quando le forze sono uguali, esattamente nello stesso istante. La sensazione di rinculo è pressoché eliminata, migliorando il controllo durante le lunghe raffiche. La distanza che le parti dell'AK-107 devono percorrere è minore rispetto agli altri fucili della serie Kalashnikov, facendo sì che il rateo di fuoco, di 850-900 colpi/min, sia maggiore dei 600 colpi/min degli altri AK. Tuttavia, essendo stata virtualmente eliminata la sensazione di rinculo, il produttore sostiene che ci sia stato un miglioramento nella precisione, rispetto all'originale serie AK100, specialmente durante le raffiche. L'AK-107 è un'arma dotata di selettore di fuoco, con raffica di 3 colpi, oltre che alla raffica automatica e al fuoco semiautomatico.
Le differenze estetiche tra l'AK-107 e i suoi predecessori sono minime. Le modifiche includono una nuova finestra di espulsione e una copertura dell'asta operativa molto più spessa. Il metodo di fissaggio della copertura del castello adesso include un chiavistello rotante al posto del bottone sul retro del castello dei Kalashnikov tradizionali. La tacca di mira è attaccata direttamente alla copertura del castello invece che al castello stesso e il selettore di fuoco ha quattro posizione al posto di tre. Sul fucile possono essere installati ottiche, visori notturni e persino un lanciagranate GP-25 da 40 mm.

## La versione AK-108
L'AK-108 è una versione dell'AK-107 camerata per il 5,56 x 45 mm NATO. Come il resto della serie AK-100, questi nuovi AK utilizzano materiali sintetici come la fibra di vetro nera o dei polimeri rinforzati per l'impugnatura e l'astina guardamano. Questi materiali sono meno costosi e molto più resistenti rispetto alle originali parti in legno degli AK tradizionali.